# Quinto Smirneo

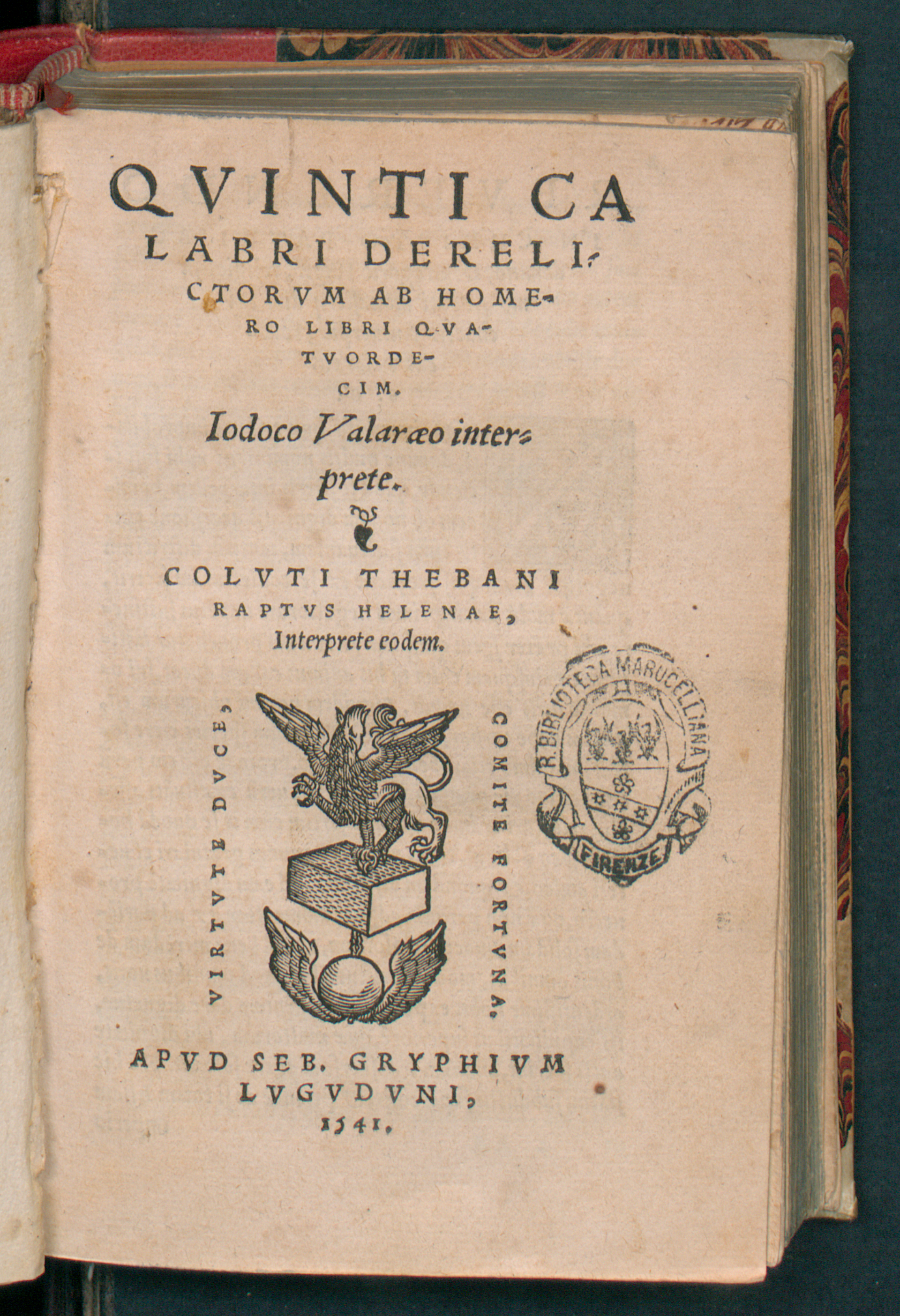
Posthomerica, 1541. Da BEIC, biblioteca digitale.

Quinto Smirneo, noto anche come Quinto Calabro (in greco antico: Κόϊντος Σμυρναῖος?, Kóintos Smyrnâios; Smirne?, ... – III secolo), è stato un poeta greco antico.

## Biografia
Ebbe anche il nome di Quinto Calabro perché un suo codice fu scoperto a Otranto, nell'antica Calabria dal cardinale Bessarione.
Della sua vita non si ha nessuna notizia certa oltre al fatto che abbia vissuto a Smirne, in Asia Minore, come evidente dalla sua conoscenza della regione.
Per quanto riguarda l'epoca in cui visse, è accertato che abbia usato Oppiano di Anazarbo e che sia stato a sua volta citato da Nonno di Panopoli, e dunque va collocato tra l'inizio del III e il V secolo; l'assenza di un riferimento a Costantinopoli come città all'altezza di Roma sembra irrilevante ai fini della datazione.

## IPosthomerica
L'unica opera di Quinto Smirneo conservatasi è il poema epico comunemente noto come Posthomerica (Τὰ μεϑ' Ὅμηρον, I fatti successivi a Omero), in 14 libri.
L'opera di Quinto Smirneo si inserisce in quella particolare forma di rielaborazione tarda del materiale epico a cui sono legati anche i nomi di Nestore di Laranda, Trifiodoro e Colluto. Non più fenomeno socio-culturale come in epoca arcaica e classica, né genere letterario prezioso e raffinato destinato ad una fruizione colta da parte di chi sia in grado di coglierne il sottile gioco di rimandi testuali interni (come in epoca ellenistica con Apollonio Rodio), l'epica diventa, nell'età di Quinto Smirneo, puro esercizio scolastico basato sulla ripetizione di scene e temi omerici.
Le fonti di questa operazione sono rappresentate in genere principalmente, oltre che dall'epica arcaica, da repertori e compendi mitografici, che consentivano a Quinto di completare il racconto epico con abbondanza di dettagli ed episodi, accumulati per la verità senza eccessive preoccupazioni di coerenza narrativa. La pretesa pratica centonaria di Quinto rispetto a Omero, comunque, evidenzia che «dietro l'apparente uniformità dello stile di Quinto (...) si cela in realtà un complesso lavoro di variazione finalizzato a differenziare il poema dal modello omerico, pur nella sostanziale continuità rispetto ad esso».
Un aspetto della sua opera differenzia, però, Quinto Smirneo dagli altri versificatori coevi: nel testo dei Posthomerica sono stati, infatti, evidenziati dal filologo tedesco Richard Heinze elementi che, in certi episodi e soprattutto nell'enfatizzazione patetica di alcune atmosfere e nella rielaborazione retorica dei toni, sembrerebbero mostrare l'influsso dell'epica romana, soprattutto di Virgilio. I Posthomerica di Quinto Smirneo rivelerebbero, dunque, secondo quest'interpretazione, una diffusione di almeno alcuni testi della letteratura latina in certi strati della cultura greca, il che si accorda con la simpatia attestata dal suo poema nei confronti dell'impero romano.

## Edizioni deiPosthomerica
- (LA) Quinto Smirneo, Posthomerica, Lugduni, apud Seb. Gryphium, 1541.
- Francis Vian, La suite d'Homère. Texte établi et traduit par Francis Vian, I-III, Paris 1963-9.
- Giuseppe Pompella, Le Postomeriche, I-II, Napoli 1979; III-VII, Cassino 1987, VIII-XIV, Cassino 1993.
- Giuseppe Pompella, Quinti Smyrnaei Posthomerica, Olms-Weidmann, Hildesheim & New York 2002.
- Quinto di Smirne, Il seguito dell'Iliade, Bompiani, Milano, 2013 (traduzioni di Lorenzo Bergerard, Cristiana Bernaschi, Nicoletta Canzio, Bruna Capuzza, Enrico Cerroni, Lorenzo Ciolfi, Graziamaria Gagliarde, Daniele Mazza, Eleonora Mazzotti, Antonino Nastasi, Enrico Maria Polizzano, Shanna Rossi e Valentina Zanusso, revisione di Emanuele Lelli).